# Javier de Juan
Javier de Juan, 1958, es un artista multidisciplinar español. Vive y trabaja en Madrid. Pintor, dibujante y grabador, también destaca como muralista y artista digital. Su obra viene marcada por la influencia del expresionismo, el diseño alemán de los años treinta, el arte americano de los cincuenta, el cómic y el cine. Figura destacada en relación con la imagen plástica de la Movida Madrileña y la Nueva Figuración de los años ochenta, en los últimos años, trabaja en arte digital, especialmente para proyecciones públicas y esculturas 3D. Desde sus comienzos hasta hoy ha expuesto ininterrumpidamente en ferias, galerías e instituciones públicas y privadas. 

## Biografía
Javier de Juan nació en Linares, Jaén, el 13 de septiembre de 1958, en la mina de La Cruz, donde su padre tuvo su primer empleo como ingeniero de minas. De raíces madrileñas, Chamberí, estudió arquitectura durante nueve años en la Escuela Técnica Superior de Arquitectura de Madrid (ETSAM).

### Los 80
Ya en los primeros años de esta década es descrito por la crítica como artista urbano, pintor de La Nueva Figuración española. Sus obras plasman la vida urbana, con la urgencia en la que se desarrollaban los acontecimientos en aquel momento. Son los llamados más tarde años de La Movida, de la que era considerado uno de sus principales exponentes. 
Autor del título Madriz, revista de referencia en esos años, empieza a publicar sus primeros dibujos, textos y artículos en esta y otras revistas fundamentales de la época, tales como La Luna o Madrid Me Mata. Posteriormente participa en Sur Exprés y El Europeo, dirigidas por Borja Casani y participa con Alberto García-Alix en la fundación de El Canto de la Tripulación, publicación mítica desde su aparición. A través de la editorial Port Said Ediciones, especializada en la publicación de carteles de artistas, de la que es fundador, logra propagar su obra y la de sus colegas contemporáneos por toda Europa y EE. UU. 
En 1985 tiene lugar su primera exposición individual de pintura, en la galería Ynguanzo de Madrid. En 1987 realiza la exposición Andante Cantabile en el Museo de Arte Contemporáneo de Sevilla, itinerando por varias ciudades como  Ginebra, Valencia y Barcelona. En ese mismo año publica en Barcelona las carpetas Sombreros y fracs y Tiempos de Batiscafo, y en Valencia su primera novela gráfica Sic Transit o la muerte de Olivares (reeditado por Reino de Cordelia en 2014), que marcará el inicio de la novela gráfica en España. 
A finales de esta década se sumerge en otras urbes donde busca nuevos paisajes y ritmos urbanos. En 1987 se instala en Marruecos (Marrakech y Essaouira); allí desarrolla una obra de carácter expresionista, atendiendo a los estímulos visuales y de luz, que integra de manera matérica en la representación de sus personajes y la arquitectura de la ciudad. En 1989 se traslada a Nueva York, cuya influencia intensifica la textura en su obra e incrementa el movimiento en la ciudad. Su galería en esos años, la Galería Moriarty, recoge con varias exposiciones esta producción.  
Durante esos años se inicia en la técnica del aguafuerte y trabaja con la galería Estiarte, realizando series que itineran por ciudades de ámbito nacional e internacional tales como Madrid, Roma, Nápoles, Tokio, París, Bruselas, entre otras.

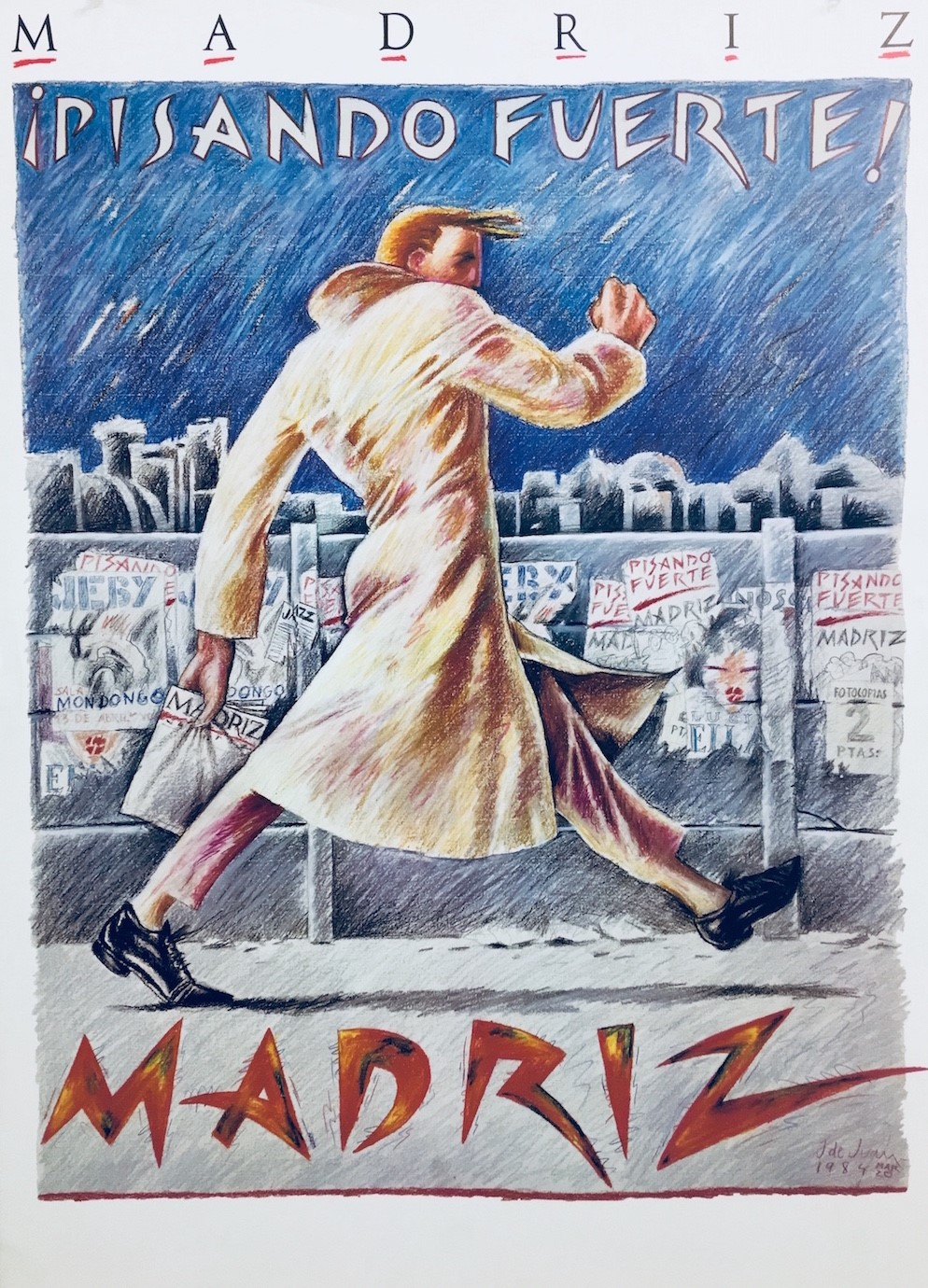
¡Pisando Fuerte! Portada para la revista Madriz, 1984. Colección particular. Milán.

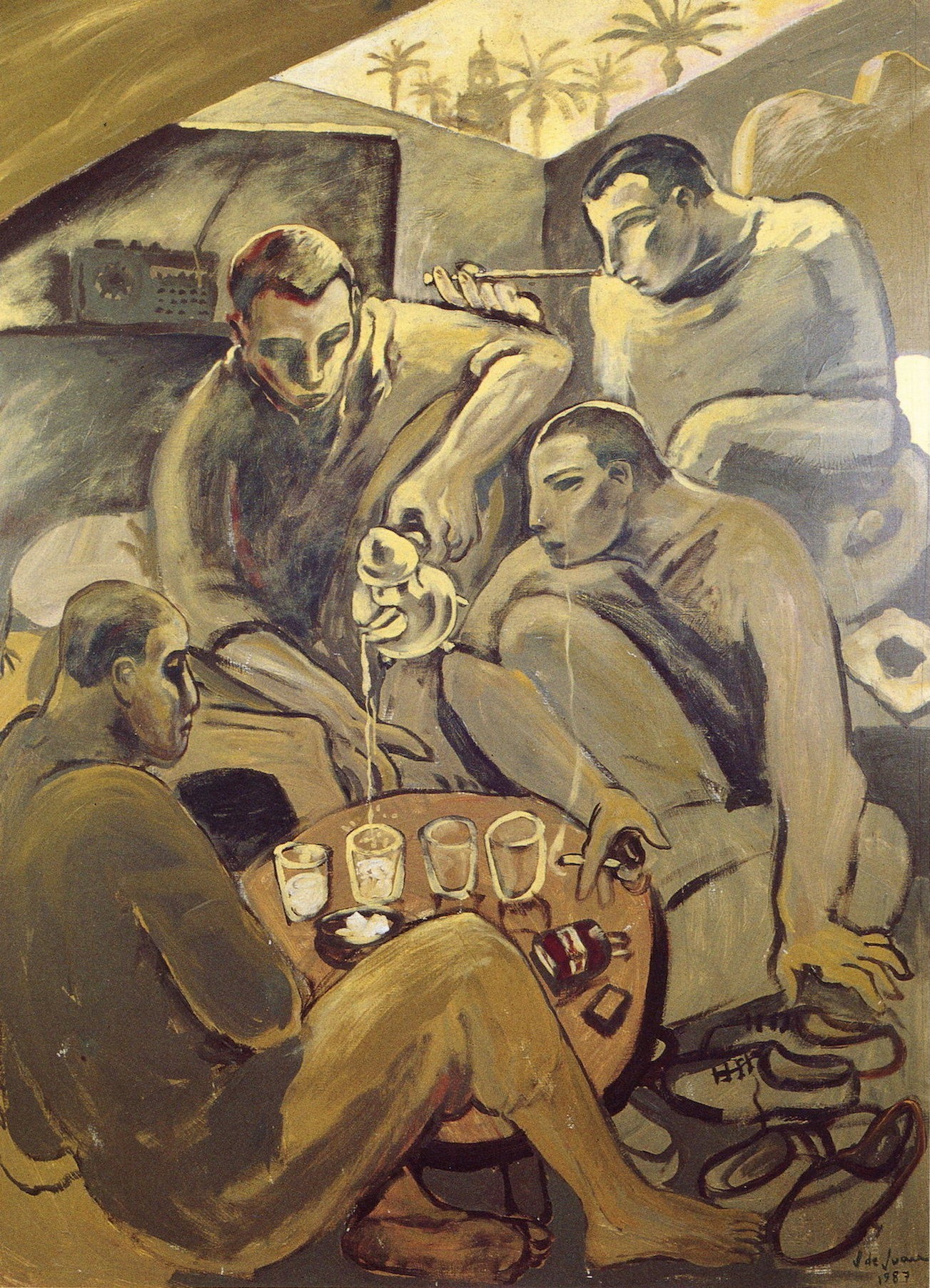
Tabaco y té. Acrílico sobre tela. Marrakech, 1987. Colección particular. Madrid.

### Los 90
En 1990 se instala en Sóller, Mallorca. Desarrolla aquí una obra intimista, reflexiva, de nuevo muy texturada, donde la representación de las ideas se adivina ahora a través de una fuerte carga simbólica. Son pinturas de gran formato con múltiples niveles de lectura que evocan mundos atemporales y mestizos. La exposición Pintan Bastos en Moriarty marca una nueva época en su producción. 
Tras un corto paso por Venezuela, se traslada por primera vez a un entorno no urbano, en Balsicas, Murcia. Este enclave le permite tomar distancia y realizar una obra más pausada, más introspectiva y menos inmediata. Comienza a trabajar con la galería Max Estrella, realizando exposiciones individuales cada dos años hasta entrado el siglo XXI.  
En 1995 publica el libro Un exilio mediopensionista, con extractos de cuadernos de apuntes, pensamientos, dibujos y relatos. El libro, agotado en su día, es reeditado en 2024 por Reino de Cordelia.
La crítica le define ahora como pintor de irrealidad limpia, como constructor de cuadros, pero sobre todo como francotirador, dado lo personal y reconocible de sus propuestas, al margen de tendencias. 
Ese mismo año obtiene el Premio Nacional de Grabado de la Calcografía Nacional. Recibe también el Premio Nacional del Museo del Grabado de Marbella. 
En los últimos noventa, de vuelta en Madrid, su producción se enfoca a grandes collages digitales sobre madera, papel y tela, buscando nuevos soportes y nuevas tecnologías.
La década finaliza con el encargo de Aena de un proyecto de gran mural, 120 m², para el Aeropuerto de Barajas en la terminal T1, en Madrid: El Viaje. En la actualidad el mural se ha trasladado a la T2.

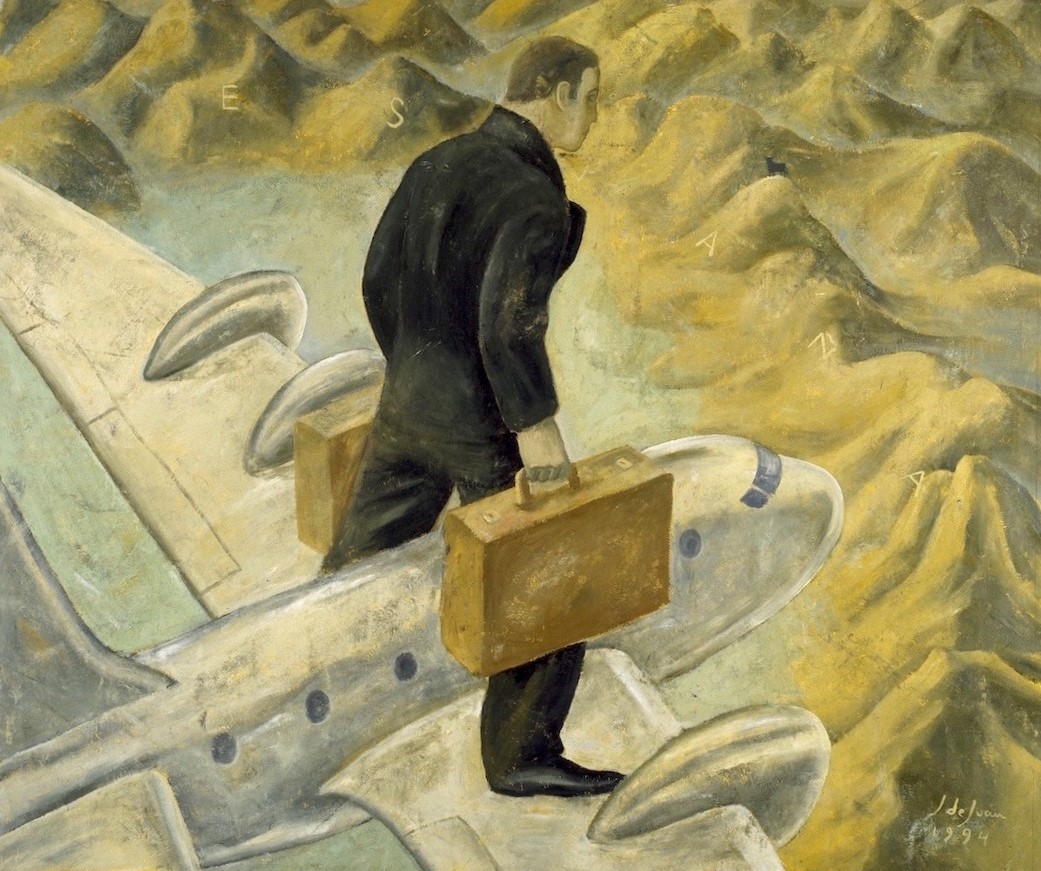
La fuga. Óleo sobre lienzo. 135 x 160 cm. 1994. Colección BBVA.

### Los 2000
El cambio de siglo es una época de experimentación en la confusión de un tiempo nuevo.
Comienza investigando sobre instalaciones de gran formato. Son Los Paraísos Artificiales, expuestos en la galería Max Estrella. Contenedores que acogen al espectador en una suerte de claustrofóbica representación de nuestras vocaciones. Es también el momento de la producción de piezas metafóricas, que aluden físicamente a construcciones como puertas y ventanas, lanzando al espectador al abismo de símbolos y signos de un mundo que reconstruye a modo de jeroglífico y reconoce como propio. La instalación Paraíso Artificial es nombrada por la crítica como la obra destacada de autor español en ARCO 2003. La obra fue adquirida por el Centro de Arte Dos de Mayo (CA2M).
En 2002 realiza un gran mural de 180 m² en la isla de La Palma. En 2003, tiene lugar la gran exposición retrospectiva en el Casal Solleric, en Palma de Mallorca. En 2004 realiza un proyecto para el Ayuntamiento de Granada, Oros y espadas, una intervención en una antigua iglesia desacralizada. Es el comienzo de sus primeros montajes de vídeo. 
En 2005 continúa trabajando obras de gran formato donde la materia está muy presente y comienza un nuevo proyecto, Café, donde utiliza este elemento líquido cotidiano para tratar fondos de gran intensidad, sobre los que representa imágenes en situación de tensión. Obras expuestas en las galerías Estiarte y Max Estrella. Este proyecto le lleva a impartir diversos talleres en la Universidad Rey Juan Carlos.
A mitad de la década, vuelve como en bucle a centrarse en el movimiento que le despierta la ciudad. Realiza una serie de imágenes sobre yeso de gran potencia visual, donde, sin ocupar un protagonismo expreso, sigue presente su mundo simbólico. Son los cuadros blancos. En 2006 se traslada a Nicaragua, en un proyecto de cooperación del Ministerio de Exteriores, investigando sobre la fabricación de papeles y otros soportes. De este trabajo surge la Suite de los Dioses. 
El interés creciente por el movimiento, sus montajes de vídeo y su proceso de investigación le lleva al cine. En 2007 se traslada a El Cairo, Egipto, donde realiza The Voyager, un corto de animación de autor. 
En 2008 presenta The Voyager en Berlín, en el festival de Potsdam. A partir de ahí surge el proyecto Monómaco. En los siguientes años se dedica casi exclusivamente a lograr aplicar sus conceptos visuales a través de la tecnología de captura de movimiento y animación 3D. El movimiento es ahora el motor de su trabajo. El movimiento como medidor de tiempo en sí mismo y como elemento descriptivo que evoca un entorno sin verlo.
En 2010 tiene lugar la exposición El laberinto en el MGEC, el Museo del Grabado Español Contemporáneo de Marbella, una retrospectiva completa y razonada de su obra gráfica.

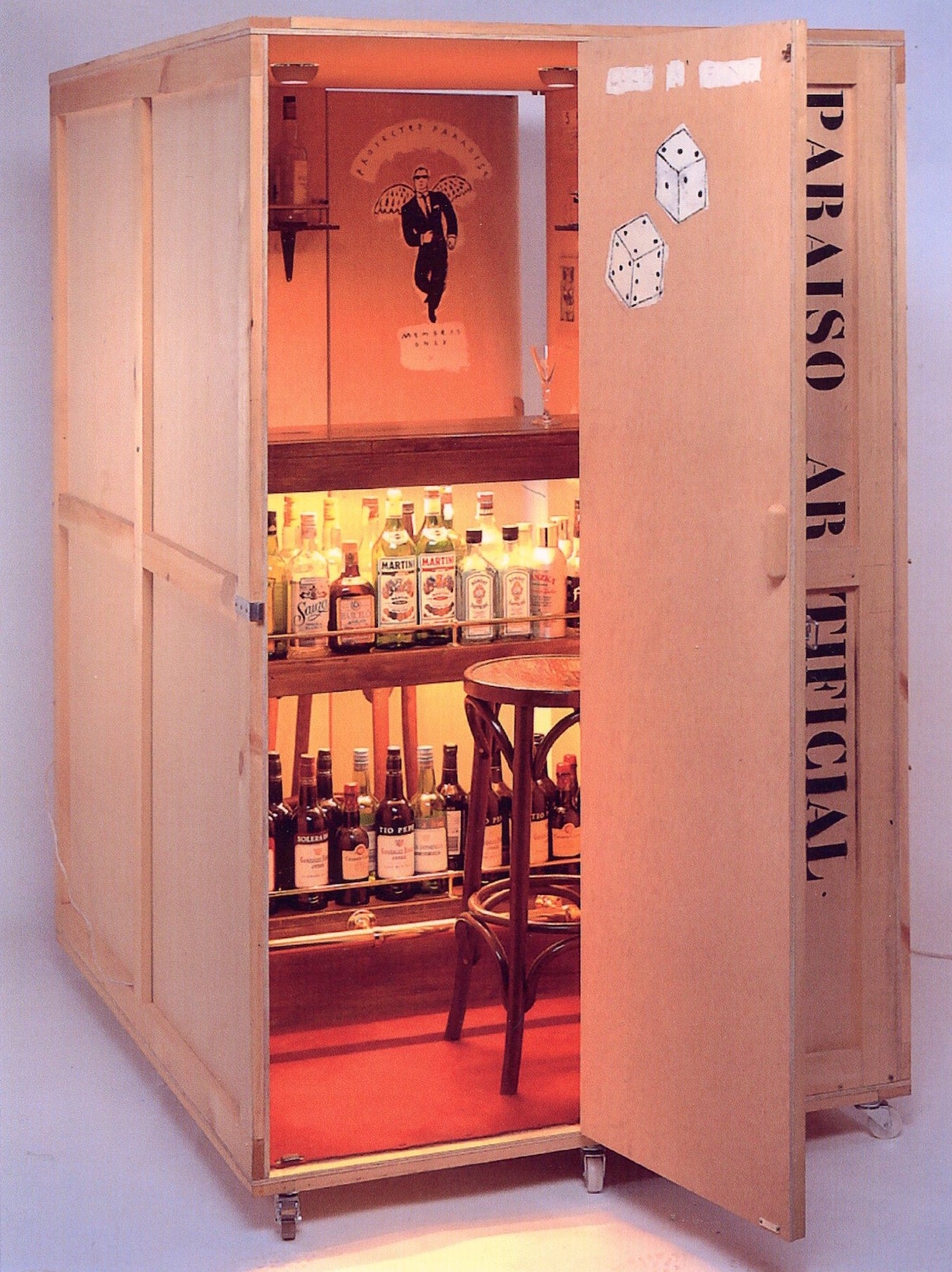
Paraíso artificial. Instalación. 200 x 160 x 122 cm. 2002. Colección de Arte Contemporáneo de la Comunidad de Madrid.

### Los 10
A partir de 2010 comienza a trabajar sobre el movimiento aplicado a la videoproyección. Realiza al mismo tiempo un trabajo extrapictórico de vuelta al objeto, basado en su investigación en cine, trabajando digitalmente sobre sus propios fotogramas. Desarrolla también un proyecto de manipulación fotográfica buscando el camino de convertir lo múltiple en único. Estos trabajos, El tiempo invisible, se produjeron y se mostraron en el Centro de Producción Digital Lab_in, en Vigo.
Comienzan las muestras de video-composiciones en espacios públicos. El proyecto La Ciudad Invisible, encargado por el Ministerio de Cultura en 2015, donde aplica las herramientas tecnológicas de 3D, se proyecta como intervención urbana sobre la fachada de Tabacalera, en la Plaza de Embajadores de Madrid. Ese mismo año se proyecta la obra Mientras tanto... en la Plaza de Colón, Madrid, para Marca España del Ministerio de Asuntos Exteriores, y como Marca Madrid para el Ayuntamiento. Hay que destacar las proyecciones en la plaza de Las Ventas, intervención titulada Toreando la vida, en 2016, en la que la investigación sobre el movimiento se dirige cada vez más claramente hacia los personajes urbanos. Realiza además piezas para intervenciones en el ámbito privado patrocinadas por marcas comerciales.
Continua con la investigación de la combinación de lo analógico, pintura y dibujos, y lo digital, las capturas de movimiento en 3D, en ambos sentidos tratando de explicar su mundo desde la tecnología puntera hasta los medios más primitivos. "La siguiente década estuvimos trabajando el proyecto con la productora Magic Films de Ángel Blasco, desarrollando sistemas de captura de movimiento y modelados digitales para crear en el mundo inmaterial."
Realiza exposiciones de obra ligada a lo audiovisual así como obra nueva. Comienza en 2016 a trabajar con El Tercero de Velázquez, un proyecto de proyectos artísticos donde presenta sus obras de ámbito multidisciplinar en distintos espacios y ferias, destacando la muestra Gravedad Cero. 
Compagina los trabajos tecnológicos con exposiciones de pintura, dibujo y grabados en distintas galerías, así como la realización de carteles o colaboraciones con editoriales y revistas.
En 2017 está inmerso en distintos proyectos, como la película documental El silencio roto, sobre el acoso escolar, en la que aporta dibujos y animación de carácter experimental, estrenada en la SEMINCI de Valladolid. 
En los últimos años compagina el trabajo experimental digital con el más analógico, trasvasando imágenes y conceptos de lo más tecnológico a lo más primitivo y viceversa.

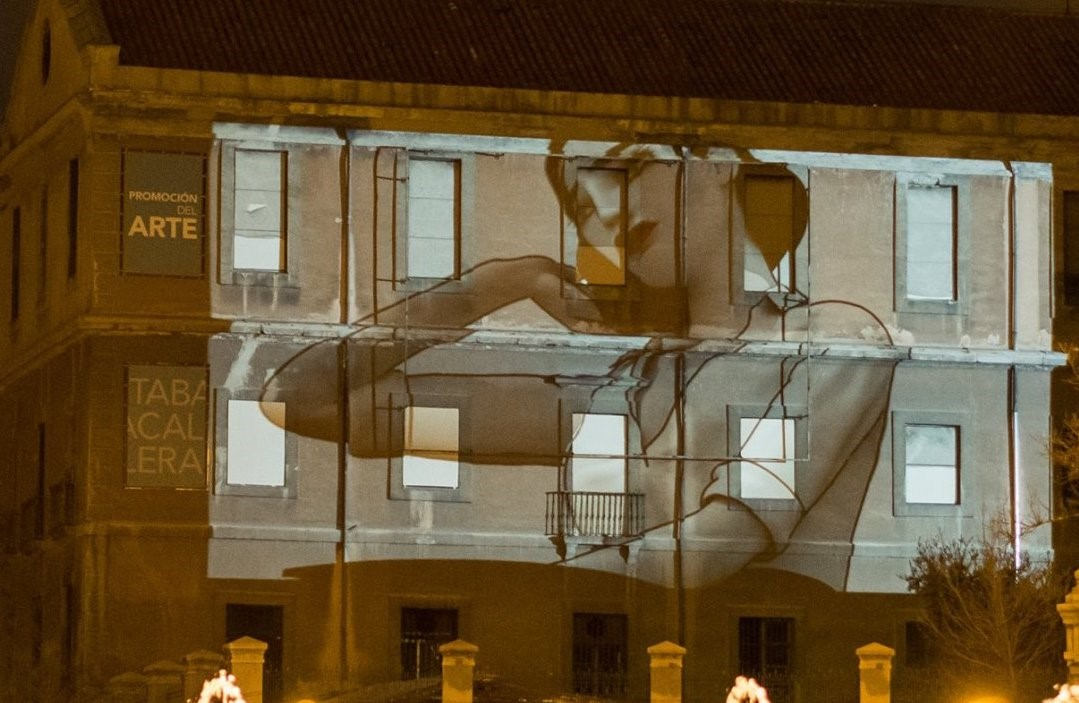
Proyección La Ciudad Invisible. 2015. Ministerio de Cultura.

### Los 20
En 2021 participa en la primera edición del Festival Internacional Luz Madrid con la proyección Estar vivo era moverse, sobre la fachada del Palacio de Linares en la Plaza de Cibeles. 
En 2022, tras una fructífera estancia de unos meses en Mozambique, a orillas del Índico, llega la gran exposición Recalculando, en el Palacio Quintanar de Segovia. En esta muestra se reúnen por fin, en un marco de arquitectura renacentista, el lenguaje analógico con el digital. Son las primeras esculturas en 3D y proyecciones que reflejan sus últimas investigaciones sobre el movimiento. 
Durante estos años continúa exponiendo en galerías y ferias y realizando obra gráfica, tanto clásica como nuevos soportes. Además, retoma con fuerza su faceta de cartelista, con trabajos para el Teatro Real, ayuntamientos y otras instituciones. 

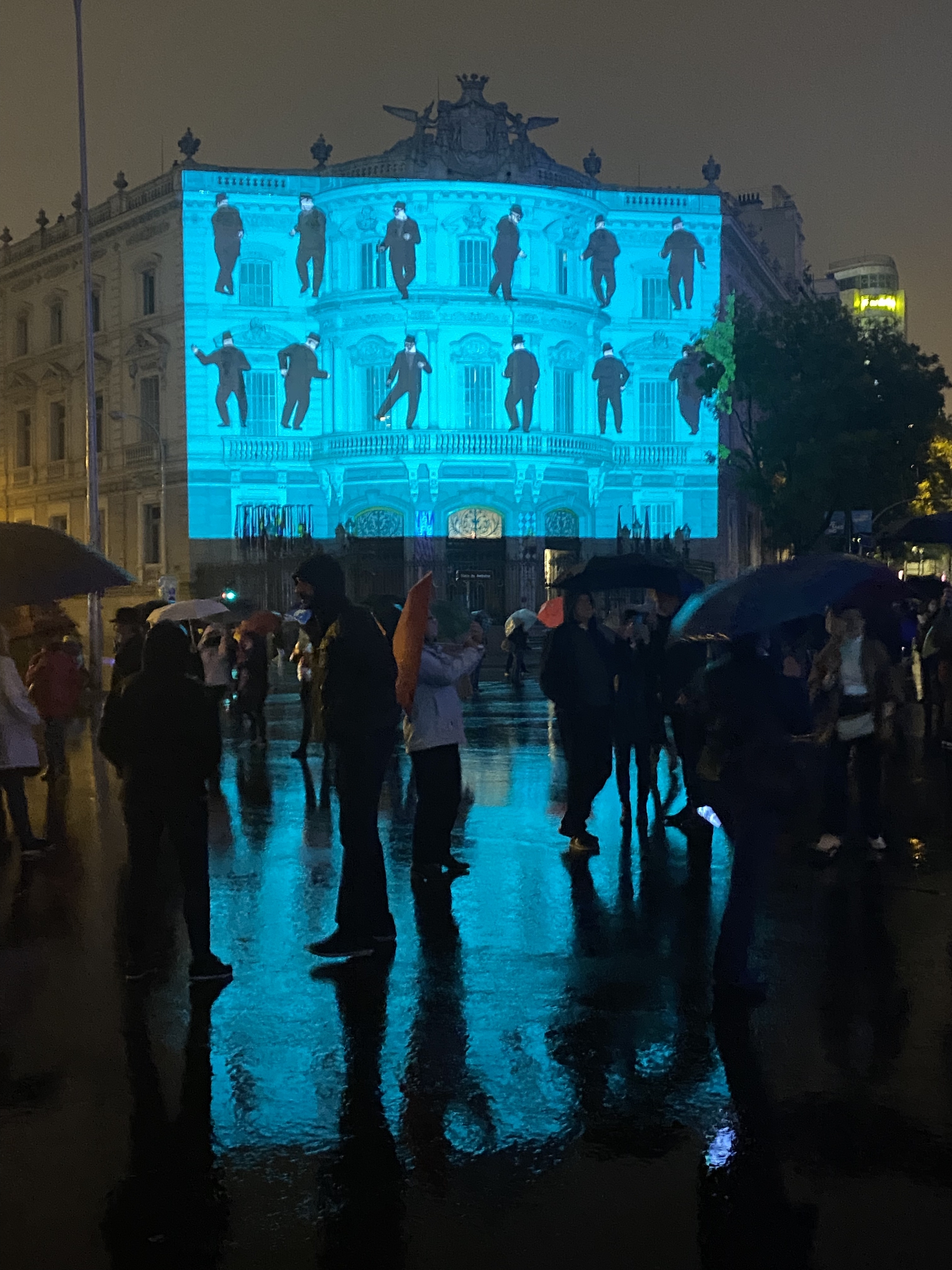
Proyección pública ESTAR VIVO ERA MOVERSE. Casa de América, Plaza de Cibeles. Festival Luz Madrid 2021

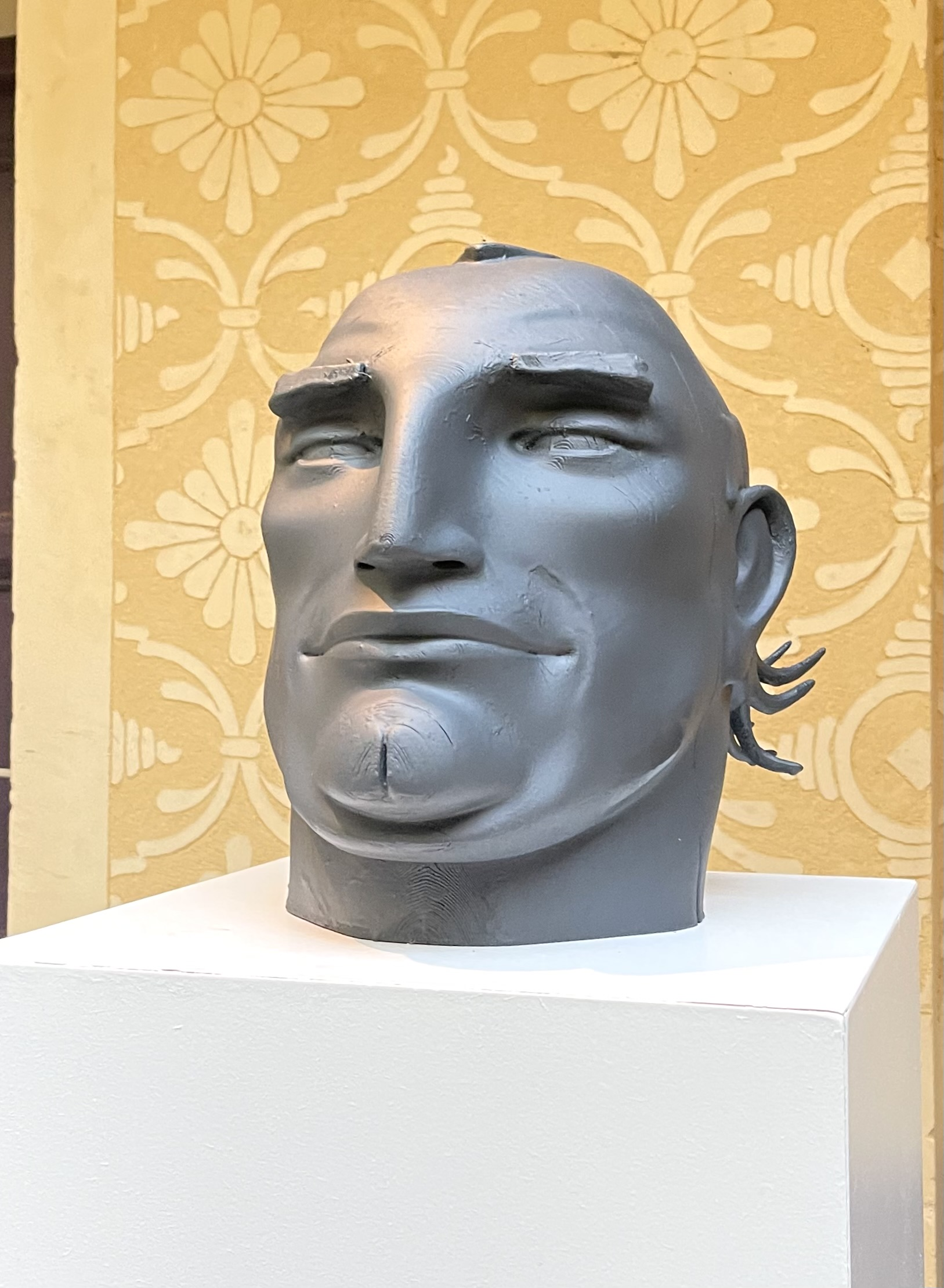
Escultura en impresora 3D. 2023. Recalculando. Palacio de Quintanar, Segovia.

## Obra en colecciones públicas
Su obra se encuentra en colecciones y museos como la Fundación Telefónica, Museo Nacional Centro de Arte Reina Sofía, Fundación Tabacalera, Fundación BBVA, Fundación Juan March, Fundación La Caixa, Fundación Aena, Colección del Banco de España, Calcografía Nacional, LindnerFoundation de Dusseldorf, Colección del Teatro Real de Madrid, Biblioteca Nacional de España, Museo Nacional de Arte Contemporáneo de Sevilla, Museo de Arte Contemporáneo de Madrid, Museo del Grabado de Marbella o Museo ABC entre otros.

## Premios y distinciones
- Premio Nacional MGEC de Marbella
- Premio Nacional de Grabado en el año 1995
- Premio Pop Eye a su trayectoria en las artes visuales en el año 2017
- Profesor Honorífico de la Universidad de Diseño, Innovación y Tecnología de Madrid (UDIT)[7]

## Publicaciones
- Café Gijón, José Esteban y Javier de Juan. Ed.Reino de Cordelia. Madrid 2021
- Sic Transit o la muerte de Olivares, Valencia 1987. Javier de Juan. Reeditado por Ed. Reino de Cordelia en 2014.
- Andante cantábile. Javier de Juan. Sevilla 1986
- Días de batiscafo. Unos dibujos y un texto de Javier de Juan. Barcelona 1985. Mama graF.
- El laberinto. Veintitantos años de obra gráfica de Javier de Juan comentada por el autor. MGEC Málaga 2010.
- Tiempos de miopía por ósmosis y de constipados crónicos como si tal cosa. Javier de Juan. Mario Ayuso editor. Madrid 1985
- Sombreros & Fracs o en esas estamos. Javier de Juan. Barcelona 1984. Mama graF.
- Un exilio mediopensionista. Javier de Juan. Ed. El Europeo & La Tripulación. Madrid, 1996